# CN Волопаса
CN Волопаса (лат. CN Boötis), HD 124953 — одиночная переменная звезда в созвездии Волопаса на расстоянии приблизительно 152 световых лет (около 46,3 парсеков) от Солнца. Видимая звёздная величина звезды — от +6,27m до +6,24m.

## Характеристики
CN Волопаса — белая пульсирующая переменная Am-звезда типа Дельты Щита (DSCTC:) спектрального класса A8m, или A9V, или A8V, или A8III*, или A6-F2, или A5, или F0IV*. Радиус — около 1,59 солнечного, светимость — около 6,926 солнечных. Эффективная температура — около 7424 K.